# Opinião (Single)
Opinião é um single da banda de rock brasileiro Marcozero, lançado em 2008. A composição da letra e música é de autoria de Marco Prates.

## Formação
- Marco Prates - vocal, baixo, guitarra e bateria

## Ficha Técnica
- Gravação por Caio Dias
- Mixagem por Caio Dias
- Masterizado por Caio Dias
- Fotografia por Maciel Goelzer